# Cayoa
La isla de Cayoa (también Cayoán, Kayoa, Kaioa, o Pulau Urimatiti) es la mayor isla del archipiélago de las Molucas. Forma parte de la provincia indonesia de Molucas del Norte. Está situada al sur de Makian, al norte de Bacan y al oeste de Halmahera; la atraviesa el ecuador.
- Datos: Q3194411